# Йогачара
Йогачара (от санскрит: „йога практика“ или „този, чиято практика е йога“") е влиятелна Махаяна будистка школа, поставяща ударение върху философията и психологията през призмата на медитативната практика.

## История
Заедно с Мадхямака школата Йогачара е едната от двете основни Махаяна школи в Индия и Тибет.

### Васубандху, Асанга и Майтрея Натха
Йогачара, чийто произход е Самадхинирмочана Сутра, е формулирана от родените като брамини полубратя Васубандху и Асанга. За последния се казва, че е вдъхновен от Майтрея Натха, или от самия Буда Майтрея. Тази школа е на предни позиции в индийската философска традиция в течение на няколко века, поради славното си родословие и утвърждаването и от университета Наланда.

### Петте трактата на Майтрея
Между важните текстове на традицията Йогачара са петте трактата на Майтрея. Казва се, че тези текстове са свързани с Асанга чрез бодхисатва Майтрея и са следните:
- ”Украшение на чистата реализация” (Абхисамая аламкара)
- ”Украшение за сутрите на Махаяна” (Махаяна сутра аламкара карика)
- ”Върховната цялост на Махаяна” (Ратха готра вибхага)
- ”Различаването на явленията и чистата природа” (Дхарма дхармата вибхага)
- ”Различаването на средното и крайностите” (Мадхянта вибхага карика)

### Други текстове
Васубандху пише три основополагащи текста на Йогачара: „Трактат за трите природи“ (Трисабхава нирдеша), „Трактат в двадесет строфи“ (Вимшатика карика) и „Трактат в тридесет строфи“ (Тримшикаика карика). Той също така пише важни коментари върху Мадхянтавибхага.
Други важни коментари върху различни текстове на Йогачара са написани от Щирамати (6 век) и Дхармапала (7 век), а коментарите на Йогачара – Мадхямака на Шантаракшита (8 век) оказват голямо влияние.